# Oscar Apfel
Oscar C. Apfel (Cleveland, 17 januari 1878 – Hollywood, 21 maart 1938) was een Amerikaanse acteur, filmregisseur, filmproducent en scenarioschrijver. Hij speelde in meer dan 160 films tussen 1913 en 1939 en hij regisseerde 94 films tussen 1911 en 1927.

## Biografie
Apfel werd geboren in Cleveland (Ohio) op 17 januari 1878. Hij startte er zijn acteercarrière rond 1900 en klom al snel op tot regisseur en producent. Destijds was hij de jongste toneelregisseur in Amerika.  Na 11 jaar op Broadway ging hij bij de Edison Manufacturing Company werken. Daar regisseerde hij voor het eerst in 1911-12, toen hij de innovatieve kortfilm The Passer-By maakte. Hij deed ook experimenteel werk met Edison Talking Pictures-apparaten.
In 1913 werd hij een van de twee hoofdregisseurs voor de Jesse L. Lasky Feature Play Company, de andere was Cecil B. DeMille. Alle eerste Lasky-films werden onder zijn leiding geproduceerd. Hiertoe behoorden de opmerkelijke successen The Squaw Man, Brewster's Millions, The Master Mind, The Only Son, The Ghost Breaker, The Man on the Box, The Circus Man en Cameo Kirby.
Eind 1914 verliet Apfel de Lasky Company en regisseerde hij tot in de jaren twintig voor verschillende bedrijven. Voor de William Fox Corporation regisseerde hij een serie films met William Farnum in de hoofdrol. In 1919 trok Apfel de aandacht met zijn drama Ravished Armenia, de eerste film die de Armeense Genocide onder de aandacht bracht. Hij was ook producent en scenarioschrijver voor een aantal van zijn films.
In de jaren twintig verzandde Apfels regiecarrière in middelmatigheid met talrijke lowbudgetfilms. In 1927 regisseerde hij zijn laatste films, daarna werkte hij uitsluitend als acteur. In geluidsfilms moest hij zich vooral tevreden stellen met kleine tot middelgrote bijrollen, vaak als zakenman, bankier, ambtenaar of rechter. 
Apfel overleed op 21 maart 1938 in Hollywood op 60-jarige leeftijd aan een hartaanval.